# Luperaltica
Luperaltica es un género de escarabajos de la familia Chrysomelidae. En 1837 Crotch describió el género.
Los adultos se alimentan de polen. Son todas de Norteamérica. Algunas especies de otros géneros que se encuentran en México tal vez deban ser trasladadas a este género.
Hay por lo menos cuatro especies descritas (siete según Wikispecies):
- Luperaltica nigripalpis
- Luperaltica nitida
- Luperaltica semiflava
- Luperaltica senilis